# Plethodon teyahalee
Plethodon teyahalee é uma espécie de anfíbio caudado pertencente à família Plethodontidae.